# Neuhöfer Kanal
El Neuhöfer Kanal o Canal de Neuhof és un canal navegable al port d'Hamburg que comença a l'Elba meridional i que s'acaba en atzucac a prop del carrer Ole Karkhoff al nucli de Neuhof de Wilhelmsburg a Alemanya. El canal no té cap resclosa i està sotmès al moviment de la marea. Des de l'apregonament del 1966 el seu calat màxim de 12,3 m pot acollir bulk-carriers marítims i costaners fins a una capacitat de 65.000 tones. A la dàrsena de la companyia ADM es transborden uns 3 milions de tones de cereals i d'oli vegetal per any.

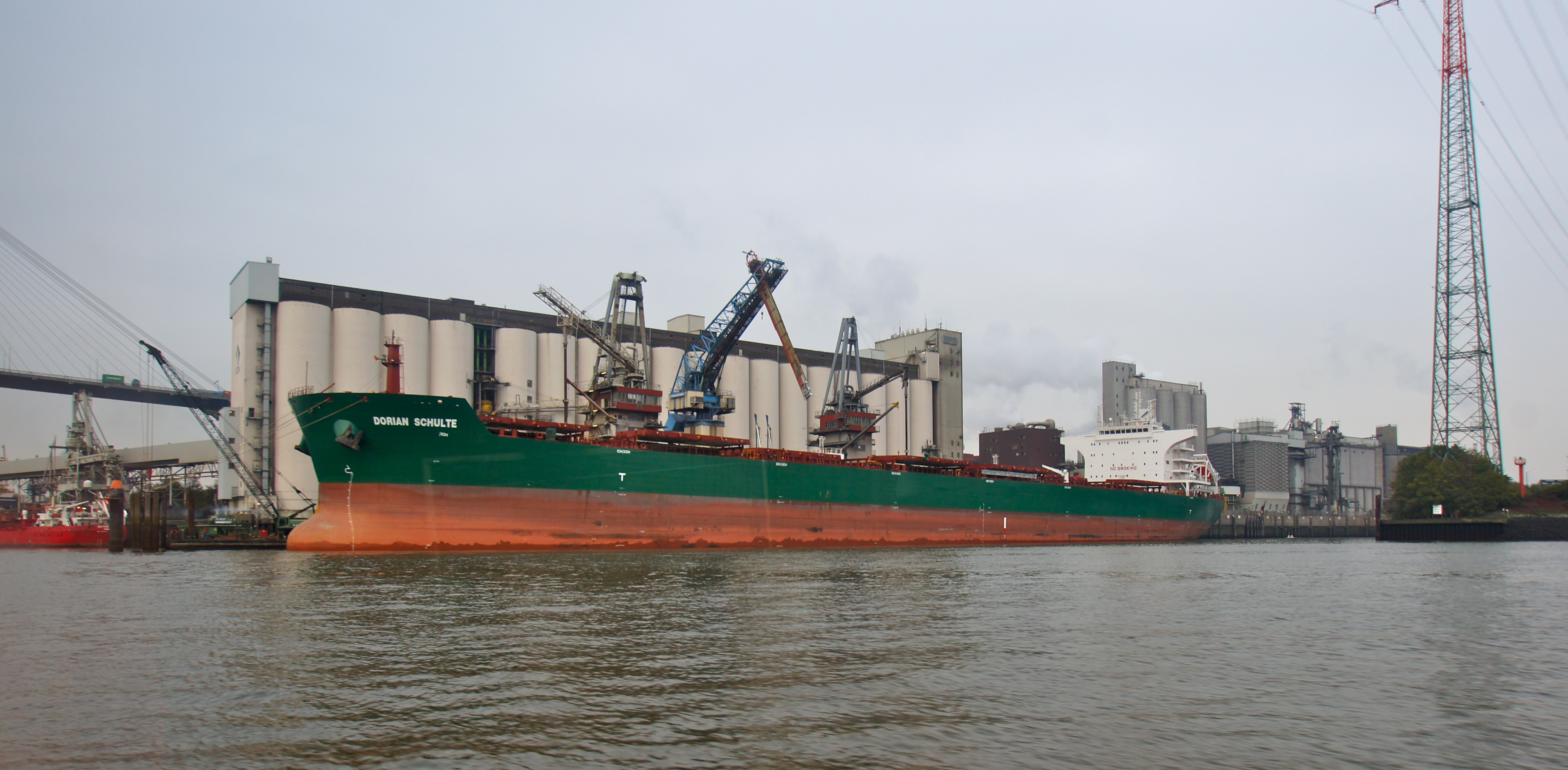
Bulk-carrier Dorian Schulte i sitges

## Connecta amb
- Köhlbrand
- Elba meridional
- Sandauhafen
- Rethe